# Fabian Bredlow
Fabian Bredlow (* 2. března 1995) je německý profesionální fotbalista, který hraje na pozici brankáře za klub VfB Stuttgart.

## Klubová kariéra

### Mládežnická kariéra
Jako mladík hrál za Herthu Zehlendorf a RB Lipsko.

### Liefering
Dne 10. června 2014 byl zapůjčen do FC Red Bull Salzburg a poté byl poslán do rezervního týmu FC Liefering.

### Stuttgart
V létě 2019 Bredlow přestoupil do VfB Stuttgart.

## Statistiky

### Klubové
Platí k zápasu hranému 13. dubna 2024.
| Klub               | Sezóna            | Liga                | Liga   | Liga | Národní pohár | Národní pohár | Kontinentální | Kontinentální | Ostatní | Ostatní | Celkově | Celkově |
| Klub               | Sezóna            | Soutěž              | Zápasy | Góly | Zápasy        | Góly          | Zápasy        | Góly          | Zápasy  | Góly    | Zápasy  | Góly    |
| ------------------ | ----------------- | ------------------- | ------ | ---- | ------------- | ------------- | ------------- | ------------- | ------- | ------- | ------- | ------- |
| RB Lipsko II       | 2012/13           | Sachsenliga         | 1      | 0    | —             | —             | —             | —             | —       | —       | 1       | 0       |
| RB Lipsko II       | 2013/14           | Sachsenliga         | 1      | 0    | —             | —             | —             | —             | —       | —       | 1       | 0       |
| RB Lipsko II       | Celkově           | Celkově             | 2      | 0    | —             | —             | —             | —             | —       | —       | 2       | 0       |
| Liefering          | 2014/15           | 2. Liga             | 29     | 0    | 0             | 0             | —             | —             | —       | —       | 29      | 0       |
| Hallescher FC      | 2015/16           | 3. Liga             | 35     | 0    | 2             | 0             | —             | —             | —       | —       | 37      | 0       |
| Hallescher FC      | 2016/17           | 3. Liga             | 33     | 0    | 2             | 0             | —             | —             | —       | —       | 35      | 0       |
| Hallescher FC      | Celkově           | Celkově             | 68     | 0    | 4             | 0             | —             | —             | —       | —       | 72      | 0       |
| 1. FC Norimberk II | 2017/18           | Regionalliga Bayern | 1      | 0    | —             | —             | —             | —             | —       | —       | 1       | 0       |
| 1. FC Norimberk    | 2017/18           | 2. Bundesliga       | 22     | 0    | 1             | 0             | —             | —             | 0       | 0       | 23      | 0       |
| 1. FC Norimberk    | 2018/19           | 2. Bundesliga       | 13     | 0    | 1             | 0             | —             | —             | —       | —       | 14      | 0       |
| 1. FC Norimberk    | Celkově           | Celkově             | 35     | 0    | 2             | 0             | —             | —             | 0       | 0       | 37      | 0       |
| VfB Stuttgart      | 2019/20           | 2. Bundesliga       | 4      | 0    | 3             | 0             | —             | —             | —       | —       | 7       | 0       |
| VfB Stuttgart      | 2020/21           | Bundesliga          | 1      | 0    | 2             | 0             | —             | —             | —       | —       | 3       | 0       |
| VfB Stuttgart      | 2021/22           | Bundesliga          | 4      | 0    | 2             | 0             | —             | —             | —       | —       | 6       | 0       |
| VfB Stuttgart      | 2022/23           | Bundesliga          | 15     | 0    | 4             | 0             | —             | —             | 0       | 0       | 19      | 0       |
| VfB Stuttgart      | 2023/24           | Bundesliga          | 4      | 0    | 0             | 0             | —             | —             | —       | —       | 4       | 0       |
| VfB Stuttgart      | Celkově           | Celkově             | 28     | 0    | 11            | 0             | —             | —             | 0       | 0       | 39      | 0       |
| Celkově v kariéře  | Celkově v kariéře | Celkově v kariéře   | 163    | 0    | 17            | 0             | 0             | 0             | 0       | 0       | 180     | 0       |